# Mukaruruma
Mukaruruma är ett periodiskt vattendrag i Burundi.   Det ligger i provinsen Cankuzo, i den östra delen av landet, 140 km öster om huvudstaden Bujumbura.
Omgivningarna runt Mukaruruma är en mosaik av jordbruksmark och naturlig växtlighet. Runt Mukaruruma är det ganska tätbefolkat, med 90 invånare per kvadratkilometer.